# Campeonato Sudamericano 1921
Das Campeonato Sudamericana von 1921 war die fünfte Ausspielung der südamerikanischen Kontinentalmeisterschaft im Fußball und fand vom 2. Oktober bis 30. Oktober zum zweiten Mal in Argentinien statt.

## Verlauf
Die Meisterschaft wurde wie im Vorjahr im Ligasystem (Jeder gegen Jeden) ausgetragen. Bei Punktgleichheit auf dem ersten Platz war ein Entscheidungsspiel vorgesehen. Alle Spiele wurden in der Hauptstadt Buenos Aires im Stadion von Sportivo Barracas ausgetragen. Das Stadion fasste damals etwa 35.000 Zuschauer. Für Paraguay war es nach seinem Beitritt zur CONMEBOL das Debüt bei der Copa América, während Chile in diesem Jahr auf eine Teilnahme verzichtete.
Gastgeber Argentinien wurde erstmals Südamerikameister im Fußball.

## Rassismus im brasilianischen Verband
Die schwarzen Spieler Brasiliens waren unverhohlenem Rassismus ausgesetzt. Wochen vor dem Turnier war die Teilnahme der schwarzen Spieler Thema einer Parlamentsdebatte. Die Abgeordneten fürchteten, dass eine dunkelhäutige Mannschaft Brasilien als ein halbzivilisiertes Land erscheinen lassen könnte. Die Abgeordneten erwähnten, dass während der Campeonato Sudamericano 1917 die brasilianischen Spieler von denen Argentiniens als „macaquitos“ (Affen) beschimpft worden waren. Der brasilianische Präsident Epitácio Lindolfo da Silva Pessoa rief den Vorsitzenden der Confederação Brasileira de Desportos (CBD) zu sich und erklärte, dass keine schwarzen Spieler aufgestellt werden dürften. Brasilien reiste mit einer rein weißen Mannschaft an.

## Spielergebnisse
| Pl. | Land        | Sp. | S | U | N | Tore    | Diff. | Punkte |
| --- | ----------- | --- | - | - | - | ------- | ----- | ------ |
| 1.  | Argentinien | 3   | 3 | 0 | 0 | 005:000 | +5    | 06:0   |
| 2.  | Brasilien   | 3   | 1 | 0 | 2 | 004:300 | +1    | 02:40  |
| 3.  | Uruguay     | 3   | 1 | 0 | 2 | 003:400 | −1    | 02:40  |
| 4.  | Paraguay    | 3   | 1 | 0 | 2 | 002:700 | −5    | 02:40  |

|                  |   |           |           |
| 2. Oktober 1921  |   |           |           |
| Argentinien      | – | Brasilien | 1:0 (1:0) |
| 9. Oktober 1921  |   |           |           |
| Uruguay          | – | Paraguay  | 1:2 (0:1) |
| 12. Oktober 1921 |   |           |           |
| Brasilien        | – | Paraguay  | 3:0 (2:0) |
| 16. Oktober 1921 |   |           |           |
| Argentinien      | – | Paraguay  | 3:0 (1:0) |
| 23. Oktober 1921 |   |           |           |
| Uruguay          | – | Brasilien | 2:1 (2:0) |
| 30. Oktober 1921 |   |           |           |
| Argentinien      | – | Uruguay   | 1:0 (0:0) |

## Beste Torschützen
| Rang | Spieler         | Tore |
| ---- | --------------- | ---- |
| 1    | Julio Libonatti | 3    |
| 2    | Machado         | 2    |
|      | Ángel Romano    | 2    |

## Mannschaftsaufgebote
Argentinien
Américo Miguel Tesoriere (Torwart, CA Boca Juniors), Florindo Bearzotti (Belgrano Rosario), Pedro Calomino (CA Boca Juniors), Adolfo Celli (CA Newell’s Old Boys Rosario), Jaime Chavín (CA Huracán), Miguel Dellavalle (CA Belgrano), Raúl Echeverría (Estudiantes de La Plata), Vicente González (Gimnasia y Esgrima Mendoza), Julio Libonatti (Newell’s Old Boys Rosario), Jose Alfredo López (CA Boca Juniors), Juan Salvador Presta (Club Cerro Porteño (Paraguay)), Blas Saruppo (Sportivo Barracas), Emilio Solari (Nueva Chicago FC), Gabino Sosa (Central Córdoba Rosario).
Spielertrainer: Pedro Calomino
Argentinien konnte als Gastgeber dieses Mal seinen Heimvorteil nutzen, nachdem man noch 1916 gescheitert war. Durch die makellose Bilanz von drei Siegen in drei Spielen holte sich die Mannschaft zum ersten Mal den Titel. Prunkstück des Teams war die Abwehr, die keinen Gegentreffer zuließ. Besonders bejubelt wurde der 1:0-Sieg gegen Uruguay bei einer offiziellen „Copa“.
 Brasilien
Júlio Kuntz (Torwart, Flamengo Rio de Janeiro), Marcos Carneiro de Mendonça (Torwart, Fluminense Rio de Janeiro), Alfredinho (Botafogo FR), Barata (America FC (RJ)), Candiota (Flamengo Rio de Janeiro), Dino I (Flamengo Rio de Janeiro), Frederico (Bangu AC), Laís (Fluminense Rio de Janeiro), Machado (Fluminense Rio de Janeiro), Nonô (Flamengo Rio de Janeiro), Orlandinho (Flamengo Rio de Janeiro), Telefone (Flamengo Rio de Janeiro), Zezé (Fluminense Rio de Janeiro).
Spielertrainer: Laís
Brasilien, durch eine Stadtauswahl von Rio de Janeiro vertreten, erwischte mit dem 3:0-Sieg gegen „Neuling“ Paraguay zwar einen guten Start, konnte jedoch erneut nicht gegen die damals dominierenden Argentinier und Uruguayer gewinnen. Immerhin reichte das Torpolster aus dem Spiel gegen Paraguay zu einem guten Torverhältnis und damit zu Platz zwei.
 Uruguay
Manuel Beloutas (Torwart, Universal), Pedro Casella (Torwart, Belgrano), José Benincasa (Peñarol Montevideo), O. Bianchi (Charley), Fausto Broncini (Central), Antonio Cámpolo (Peñarol Montevideo), Norberto Cassanello (Montevideo Wanderers), Alfredo Foglino (Nacional Montevideo), Marcello Lietti (Universal), Sebastián Marroche (Nacional Montevideo), Juan Molinari (Universal), Ladislao Pérez (Universal), José Piendibene (Peñarol Montevideo), Ángel Romano (Nacional Montevideo), Esteban Ruibal (Central), Pascual Somma (Nacional Montevideo), Luis Villazú (Lito), Alfredo Zibechi (Nacional Montevideo).
Trainer: Ernesto Fígoli
Uruguay erwischte als Titelverteidiger einen miserablen Start. Die 1:2-Niederlage gegen Paraguay war eine Riesensensation. Auch beim Spiel gegen Brasilien konnten die „Urus“ nicht überzeugen, wahrten jedoch ihre Chance auf ein Entscheidungsspiel und damit auf den Turniersieg; doch war im letzten Spiel gegen den Gastgeber das gegnerische Tor wie vernagelt. Es war die bisher schwächste „Copa“ für Uruguay.
 Paraguay
Angel Portaluppi (Torwart), Manuel Radice (Torwart), Isidoro Benítez Casco, Alejandro Delgado, Manuel Fleitas Solich, Ramón González, Darío Lima, Ildefonso López, Venancio Paredes, Gerardo Rivas, Arsenio Rodríguez, Daniel Schaerer, Francisco Vera, Agustin Zelada.
Trainer: José Durand Laguna (Uruguay)
Paraguay spielte bei seiner ersten Teilnahme eine überraschende gute Rolle. Mit ihrem Auftaktsieg gegen Uruguay sorgten sie für die Überraschung in diesem Turnier. Danach war allerdings für das Team der Saft raus und man verlor die beiden folgenden Spiele mit 0:3 klar.